# Dynamická webová stránka
Dynamická webová stránka je druh webové stránky, jejíž obsah byl vygenerován aktuálními informacemi pro každé individuální zobrazení. Nejedná se o statickou webovou stránku, neboť její obsah se mění v závislosti na čase (např. blog), uživateli (např. přihlášení uživatele pomocí session), uživatelské interakci (např. online počítačová hra), kontextu (např. přizpůsobení pomocí parametrů) nebo jakékoli kombinaci předchozího.

## Typy dynamických webových stránek

### Skriptování a vytváření obsahu na straně klienta
Skriptování na straně klienta je využíváno pro změnu obsahu webové stránky tak, že příslušný kód je uvnitř webové stránky a reaguje na události generované z klávesnice nebo myši. V tomto případě dynamické chování spočívá v uživatelském rozhraní.
Takové webové stránky používají prezentační technologii nazývanou Rich Internet Application. Pro zpracování a uspořádání různých typů médií (zvuk, animace, měnící se text, …) se používají skriptovací jazyky na straně klienta jako JavaScript nebo ActionScript. Skriptování často umožňuje použití vzdáleného skriptování, což je způsob, kterým dynamické webové stránky požadují dodatečné informace od serveru pomocí skrytých rámců, rozhraní XMLHttpRequest nebo webové služby.
Obsah na straně klienta je generován na počítači uživatele. Prohlížeč nejprve obdrží webovou stránku od serveru, poté provede kód umístěný uvnitř stránky (často napsaný v JavaScriptu) a zobrazí vygenerovaný obsah uživateli.
Existují také utility a frameworky pro převod HTML souborů na soubory JavaScriptu, např. webJS používá vlastnosti innerHTML pro renderování stránek z převedených HTML na straně klienta.
První široce rozšířená verze JavaScriptu byla 1996 (s prohlížečem Netscape standard ECMAScript).

### Skriptování a vytváření obsahu na straně serveru
Pro skriptování a vytváření obsahu na straně serveru je používán program běžící na serveru (skriptování na straně serveru) pro změnu webového obsahu na různých webových stránkách či pro uspořádání nebo znovunačtení webových stránek. Odpovědi od serveru mohou být závislé na POST datech, parametrech v URL, typu použitého webového prohlížeče, čase nebo stavu databáze či serveru.
Takové webové stránky jsou často vytvářeny pomocí jazyků na straně serveru, jako např. ASP, ColdFusion, Perl, PHP. Tyto jazyky často používají Common Gateway Interface (CGI) k vyprodukování dynamických webových stránek. Dvěma významnými výjimkami jsou ASP.NET a JSP, které používají konceptu CGI ve svých vlastních API, ale ve skutečnosti odešlou všechny webové požadavky do sdíleného virtuálního stroje.
Dynamické stránky na straně serveru mohou rovněž používat první druh dynamického obsahu na straně klienta.

### Kombinování stran klienta a serveru
AJAX je technologie vývoje webových stránek pro dynamickou výměnu obsahu se stranou serveru bez nutnosti znovunačíst webovou stránku. Příkladem webových aplikací používající AJAX technologii a databázi jsou Google mapy.

## Výhody
Z důvodu skrytí zdrojového kódu aplikací koncovému uživateli je upřednostňováno programování na straně serveru. Tato metoda bývá často přijata z důvodu zvýšení bezpečnosti webových stránek a z důvodu zabránění zkopírování zdrojového kódu jinými webovými vývojáři.

## Nevýhody
Internetové vyhledávače vytvářejí indexy publikovaných HTML webových stránek, které byly v prvopočátku statické. S nástupem dynamických webových stránek, často tvořených ze soukromých databází, je obsah méně viditelný. Pokud tento obsah není nějakým způsobem duplikován (např. jako skupina extra statických stránek na stejné internetové stránce), vyhledávaní nemusí najít hledanou informaci. Je nemyslitelné předpokládat, aby internetové vyhledávače měli přístup do komplexních databázových struktur, přičemž mnoho databází může být zabezpečena.

## Historie
Nelze přesně určit vznik dynamických webových stránek, protože jejich koncept dává smysl jen po obecně rozšířeném vývoji webových stránek: HTTP je používán od roku 1990, HTML, jako standard, od roku 1996. Rozšíření webových prohlížečů odstartovalo s prohlížečem Mosaic v roce 1993. Je však jasné, že koncept dynamicky řízených webových stránek předchází vzniku internetu i HTML.